# Donald Bruce, Baron Bruce of Donington
Donald William Trevor Bruce, Baron Bruce of Donington FCA (* 3. Oktober 1912 in Norbury, Surrey; † 18. April 2005 in London) war ein britischer Buchhalter und Politiker der Labour Party, der fünf Jahre lang Abgeordneter des House of Commons sowie zwischen 1975 und 1979 Mitglied des Europäischen Parlaments war und 1975 als Life Peer aufgrund des Life Peerages Act 1958 Mitglied des House of Lords wurde.

## Leben

### Berufliche Laufbahn und Zweiter Weltkrieg
Bruce wuchs nach dem Umzug seiner Familie von Nurbury in Donington auf und absolvierte nach dem Besuch der dortigen Grammar School eine Ausbildung zum Buchhalter. 1930 nahm er eine Tätigkeit als staatlich geprüfter Bilanzbuchhalter in London auf und engagierte sich zunächst aufgrund seiner beruflichen Beziehungen in Paddington im Ortsverband der Junior Imperial League, dem Jugendverband der Conservative Party. Bei den Unterhauswahlen am 27. Oktober 1931 gehörte er zu den aktiven Unterstützern von Brendan Bracken, der als Vertreter der konservativen Tories den Wahlkreis Paddington North im Unterhaus vertrat.
Nach längerer Auseinandersetzung mit seiner eigenen politischen Ausrichtung trat Bruce 1933 zunächst der ein Jahr zuvor wieder eigenständig gewordenen Independent Labour Party (ILP) bei, ehe er 1935 Mitglied des Ortsvereins North Paddington der Labour Party wurde. In dieser gehörte er zu den Gründungsmitgliedern des Paddington Left Book Club und wurde in der Zeit des Spanischen Bürgerkrieges zu einem enthusiastischen Unterstützer der Frente Popular. Als solcher reagierte er heftig gegen die Entscheidung der Labour Party, die Nicht-Intervention in den Spanischen Bürgerkrieg offiziell zu unterstützen. Sein politischer Mentor dieser Zeit war der damalige National Agent (Unterhändler) der Labour Party George Shepherd, Vater von Malcolm Shepherd, zwischen 1964 und 1967 Erster Parlamentarischer Geschäftsführer (Chief Whip) der Labour-Fraktion im Oberhaus sowie von 1974 bis 1976 als Lordsiegelbewahrer (Lord Privy Seal) Präsident des Oberhauses (Leader of the House of Lords) war.
Im Zweiten Weltkrieg trat Bruce im November 1939 in das Royal Corps of Signals ein und wurde dort 1942 zum Major befördert. Für seine Verdienste bei der Operation Overlord, der Landung alliierter Truppen in der Normandie im Sommer 1944, wurde er im Kriegsbericht erwähnt (Mentioned in Despatches).

### Unterhausabgeordneter
Bei den Unterhauswahlen am 5. Juli 1945 wurde Bruce im Wahlkreis Portsmouth North, der zuvor von dem konservativen Politiker und früheren Admiral William Milbourne James vertreten wurde, zum Abgeordneten in das House of Commons gewählt. In seiner Jungfernrede (Maiden Speech) sprach er am 7. November 1945 über die Atombombenabwürfe auf Hiroshima und Nagasaki folgende Worte:
„Seit dem Abwurf der Atombombe leben wir alle in einem größeren oder weniger größeren Grad unter ihrem Schatten. Die Umstände des Abwurfs der ersten Atombombe wurden von Konsequenzen begleitet, die so zerstörerisch waren, dass ich mir nicht helfen kann zu fühlen, dass diejenigen, die für die Entscheidung ver-antwortlich waren, in welcher Art und Weise diese abgeworfen werden sollte, jetzt die Rechtschaffenheit ihrer Entscheidung überprüfen sollten. Ich denke, dass ich hier für zahlreiche andere Mitglieder gemeinsam spreche, wenn ich sage, dass der Frieden, für den wir alle so hart gearbeitet oder gekämpft haben, nicht die versprochene Erlösung gebracht hat, auf die wir alle so sehnlich gehofft haben. Die hier anwesenden ehrenwerten Mitglieder haben an einer Reihe von Zeremonien und Feiern in der Umgebung dieses Hauses teilgenommen. Viele von uns sind zu unseren Wahlkreisen zu Victory over Japan Day-Feiern und anderen Ereignissen dieser Art gegangen, man konnte sich nicht helfen, eine weitaus größere Zurückhaltung im Feiern des Kriegsende zu erfassen, als dies möglicherweise sechs Monate vor seinem eigentlichen Ende vorauszuahnen war. Der Krieg endete, und ein neuer Frieden kam, wohl unter dem Schatten der Art und Weise von dessen Abschluss.“
‚Since the dropping of the atomic bomb, we have all been living in a greater or less degree under its shadow. The very circumstances of the dropping of the first atomic bomb were attended by consequences so disastrous that I cannot help feeling that those who were responsible for the decision, as to the manner in which it should be dropped, may yet have to review the rectitude of their decision. I think I speak in common with many other Members here when I say that the peace for which we have all worked or fought so hard has not brought the promised relief for which we had so devoutly hoped. Honourable Members here participated in a series of ceremonials and celebrations in the vicinity of this house. Many of us went down to our constituencies to VJ parties and various other functions of that kind, but one could not help detecting a far greater restraint in celebrating the end of the war, than would possibly have been anticipated six months before its actual end. The war ended, and a new peace arrived, well under the shadow of the manner of its ending.‘
Diese Rede des jungen Abgeordneten begeisterte Aneurin „Nye“ Bevan, den Gesundheitsminister (Minister of Health) der damaligen Labour-Regierung unter Premierminister Clement Attlee so sehr, dass dieser ihn kurz darauf zu seinem Parlamentarischen Privatsekretär (Parliamentary Private Secretary) ernannte. Diese Funktion bekleidete Bruce bis zu seinem Ausscheiden aus dem Unterhaus im Februar 1950.
Nachdem sein Unterhauswahlkreis zu den Unterhauswahlen am 23. Februar 1950 aufgelöst und in dem neugeschaffenen Wahlkreis Portsmouth West aufgegangen war, schied Bruce, der 1947 Fellow des Institute of Chartered Accountants in England and Wales (FCA) wurde, aus dem House of Commons aus und nahm seine Tätigkeit als Bilanzbuchhalter wieder auf, und zwar zunächst in seiner eigenen Kanzlei, die letztlich 1977 mit Halpern & Woolf fusionierte.

### Oberhausmitglied
Durch ein Letters Patent vom 20. Januar 1975 wurde Bruce als Life Peer mit dem Titel Baron Bruce of Donington, of Rickmansworth in the County of Hertfordshire, in den Adelsstand erhob und gehörte bis zu seinem Tod dem House of Lords als Mitglied an.
In seiner Jungfernrede im Oberhaus sprach er am 18. Februar 1975 über die Armut:
„Diese Menschen, gleich wie viele Millionen es sein mögen, sind Menschen, die in der Mehrzahl der Fälle in schlechten Wohnungen leben; sie sind Menschen, die in einer großen Zahl von Fällen ohne Hoffnung leben; sie sind Menschen, die in einer Reihe von Fällen – insbesondere die Menschen, die sehr alt sind – ohne das Maß an persönlicher Gelassenheit leben, welches jeder am Ende seines natürlichen Lebens erhofft; sie sind Menschen, die Menschen auf die ich mich beziehe, ohne Hoffnung und ohne Ziel. Sie sind Menschen für die die bloße Bereitstellung von Geld kein Glück bringt. Sie sind die Menschen, für die, wie bei so vielen anderen, Geld lediglich das Unglück komfortabler macht.“
‚These people, however many millions they may be, are people who in the majority of instances are living in bad housing; they are people, in quite a large number of instances, who are living without hope; they are people who, in quite a number of instances – particularly the people who are very old – are living without that degree of personal serenity which one would hope for everyone towards the end of their natural life; they are people, the people to whom I am referring, without hope and without purpose. They are people for whom the mere provision of money does not bring happiness. They are the people for whom, like so many others, money merely makes unhappiness more comfortable.‘

### Mitglied des Europäischen Parlaments
1975 wurde Baron Bruce außerdem Mitglied des Europäischen Parlaments als Vertreter Großbritanniens und gehörte diesem bis zur Europawahl 1979 an.
Ende der 1970er Jahre war er außerdem Berichterstatter der sozialistischen Fraktion im Europäischen Parlament für den Haushalt der Europäischen Gemeinschaft. In dieser Funktion setzte sich der europaskeptische Bruce intensiv mit den Ausgaben der EG auseinander und erhielt 1977 eine Einladung von Bundesaußenminister Hans-Dietrich Genscher und dessen Staatsminister Klaus von Dohnanyi um den EG-Haushalt zu besprechen, da die Bundesrepublik Deutschland für das zweite Halbjahr 1978 die EG-Ratspräsidentschaft übernahm. Dabei konnten die beiden deutschen Vertreter ihn nicht davon abbringen, seine massive Kritik in seinem Haushaltsbericht zu entschärfen.
Allerdings kam es zum ersten Mal in der Geschichte des Europäischen Parlaments 1977 zu einer Sondersituation in den Haushaltsberatungen, als der damalige Parlamentspräsident Georges Spénale entschied, nicht Bruce als Haushaltsberichter, sondern die einzelnen Mitgliedstaaten die Resolution zum Haushalt vortragen zu lassen. Bruce war nach Angaben anderer Abgeordneter wie seinem Parteifreund Tam Dalyell so wütend und verärgert, dass er bis zu seinem Ausscheiden aus dem Parlament keine Gelegenheit ausließ, um gegen die Europäische Gemeinschaft und die nach seiner Ansicht dort vorherrschende Korruption zu eifern.

## Veröffentlichungen
- Accounting Under the Moneylenders Act, 1927, London, 1939
- Our Pay Packets. Should they be real or fictitious?, 1948
- Who are the Patriots?, Mitautor Michael Foot, London, 1949
- The State of the Nation, Mitautor, 1997